# Columna de Trajano
La Columna de Trajano (en italiano: Colonna Traiana) es un monumento erigido en Roma para celebrar la conquista de Dacia (actual Rumanía) por parte del emperador Trajano, evocando todos los momentos destacados de esa expansión territorial. La celda que hay en su base tenía la función de sepulcro para los restos del emperador. Se trata de la primera columna cóclida erigida en la historia y estaba situada en el Foro de Trajano, en un pequeño patio detrás de la Basílica Ulpia, entre dos (presuntas) bibliotecas, donde una doble logia a ambos lados facilitaba su lectura.
Es posible que se pudiera tener una visión más cercana de la columna subiendo a las terrazas de la cubierta de la nave lateral de la Basílica Ulpia o a las que probablemente cubrían también los pórticos delanteros de las dos bibliotecas. También era posible una lectura «abreviada» sin necesidad de girar alrededor del fuste de la columna para seguir todo el relato, sino apreciando las escenas siguiendo un orden vertical, dado que su superposición en las diferentes vueltas parece seguir una lógica coherente.
Fue una novedad absoluta en el arte antiguo y se convirtió en la obra más vanguardista del relieve histórico romano. En la Columna de Trajano se asistió, por primera vez en el arte romano, a una expresión artística autónoma en cada uno de sus aspectos, aunque culturalmente es una continuación del rico pasado.

## Historia
La columna fue inaugurada el 12 de mayo de 113, como se recuerda en la inscripción de los Fasti Ostienses.
Consta de un largo friso espiral que rodea, desde abajo hacia arriba, todo su fuste y describe las guerras dacias (101-106), quizá basándose en los perdidos Commentarii de Trajano y quizá también en la experiencia directa del artista.
La columna está hueca en el interior, que alberga una escalera de caracol que conduce hasta la cima. La columna tenía como misión, tal y como testifica la inscripción, restituir la vista panorámica y recordar la altura de la colina antes de las excavaciones para la construcción del Foro y albergar los restos del emperador después de su muerte. Además, el friso helicoidal recordaba todas las hazañas de Trajano, celebrándolo como comandante militar. La columna se ha mantenido siempre de pie, incluso después de que cayeran en ruinas los demás edificios del complejo de Trajano, y siempre se le ha atribuido una gran importancia: un documento del Senado medieval de 1162 establecía su propiedad pública y prohibía que se le causaran daños.
Una pequeña iglesia (San Niccolò de la Columna), que se debió construir a los pies del monumento, es recordada a partir de 1032, junto con un oratorio situado en la cima de la columna, pero data quizá del siglo viii-ix. La iglesia fue probablemente derribada con ocasión de la visita a Roma de Carlos V en 1546. También en el curso del siglo xvi se hizo espacio en torno a la columna con la demolición de algunos edificios privados, mientras que el sótano fue desenterrado parcialmente. Durante el papado de Sixto V, se colocó en la cima del fuste en 1587, por obra de Domenico Fontana, la estatua de bronce de san Pedro y se erigió una verja a su alrededor. Así se lee en el aviso del 24 de junio de 1587 contenido en el Urbinate Latino 1055 de la Biblioteca Apostólica Vaticana:

Dovendosi mettere la statua di S. Pietro di bronzo sopra la Colonna Traiana, sabbato matt[in]a nella Chiesa di S[an]ta Maria di Loreto vicino a detta Colonna, fu celebrata messa solenne dal Pat[riar]ca di Gerusalem, con l’intervento di 9 Car[dina]li, e dipoi bened[et]ta detta statua fu collocata nel suo loco.
Debiendo colocar la estatua de bronce de san Pedro sobre la Columna de Trajano, el sábado por la mañana en la iglesia de Santa Maria de Loreto, cerca de dicha columna, fue celebrada misa solemne por el patriarca de Jerusalén, con la participación de nueve cardenales, y después de ser bendecida, dicha estatua fue colocada en su lugar.

En 1787 Goethe, durante su larga estancia en Roma, relata haber subido a la Columna de Trajano y haber visto desde allí el panorama de la capital:

Subí hacia la tarde a la Columna de Trajano, desde la que se disfruta de un panorama incomparable. Visto desde allí arriba, al caer el sol, el Coliseo se muestra por debajo con toda su imponencia; muy cerca está la Colina Capitolina, más atrás el Palatino y el resto de la ciudad. Posteriormente, al final del día, volví a casa paseando lentamente por las calles. Un lugar extraordinario es la Piazza di Monte Cavallo, con su obelisco.
Goethe, Viaggio in Italia.

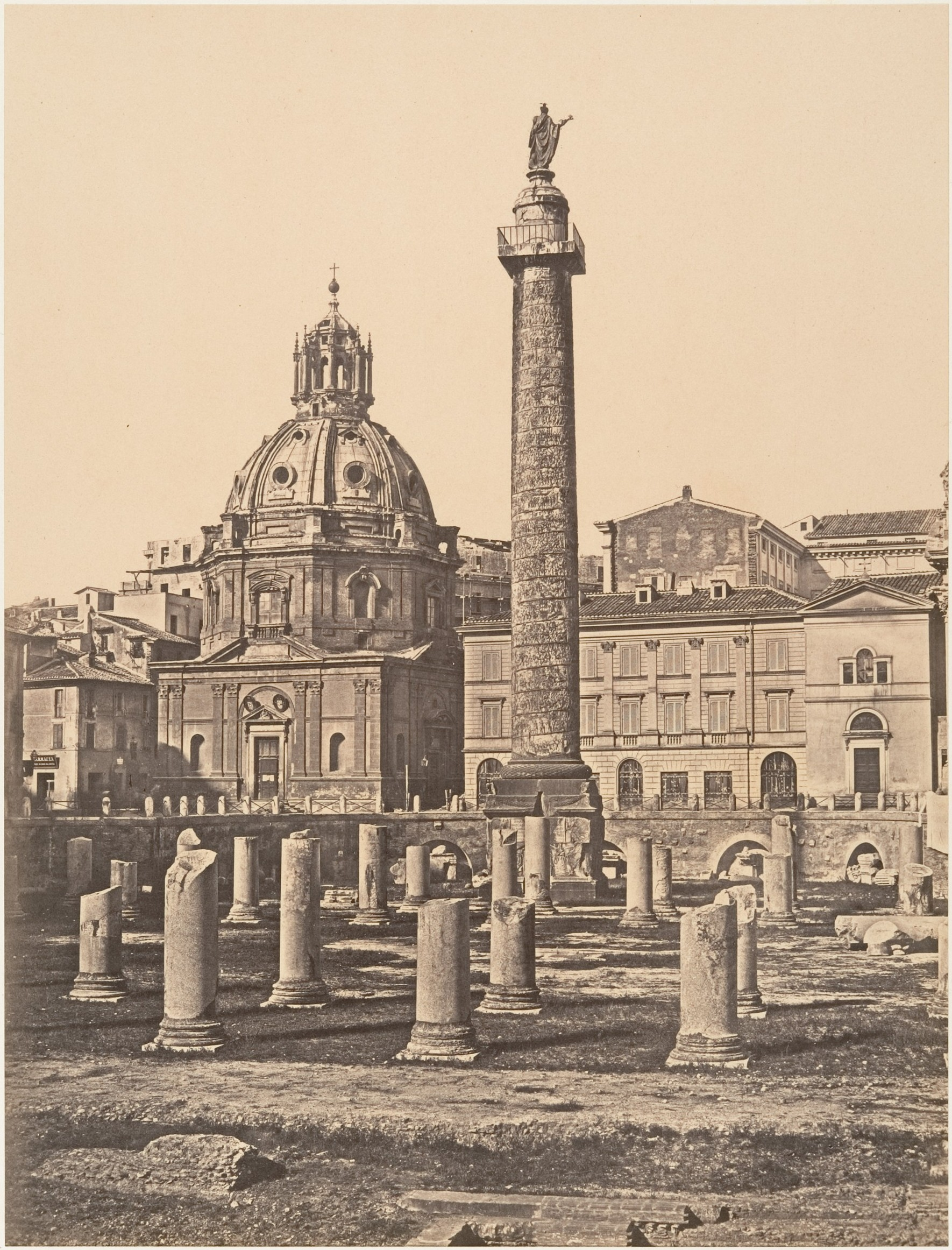
La Columna de Trajano en torno a 1850.

Durante la ocupación francesa, la Columna de Trajano estuvo a punto de ser objeto de los expolios napoleónicos. Se deben recordar las intenciones del jefe militar de Napoleón en Roma, el general François René Jean de Pommereul, el cual buscaba una manera para retirar la columna y enviarla a Francia. El asistente de Pommereul, Daunon, escribía este objetivo el 15 de abril de 1798: «Mandaremos un obelisco», refiriéndose así a la Columna de Trajano. Este propósito irracional fue impedido por los elevadísimos costes de transporte y por los enormes obstáculos administrativos pontificios que ralentizaron el proceso. Los franceses erigieron finalmente la Columna Vendôme en 1810 en París después de la batalla de Austerlitz a imitación de «la erigida en Roma en honor de Trajano». La zona de la base se restauró y limpió varias veces hasta las primeras excavaciones de principios del siglo xix.

## Descripción
La columna es del tipo «centenario», es decir, tiene una altura de cien pies romanos, equivalentes a 29.78 metros, que se elevan a unos 39.86 metros si se incluye el alto pedestal en la base y la estatua en la cima. El orden de la columna es dórico adaptado, como demuestran en la cima las estrías del fuste bajo el friso helicoidal, el capitel decorado con una moldura y la base con forma de corona sobre zapatas. La columna está constituida por dieciocho bloques colosales de mármol de Carrara, cada uno de los cuales pesa unas cuarenta toneladas y tiene un diámetro de 3.83 metros. Estos constituyen los diecisiete bloques que componen el fuste de la columna, la base, el capitel y el ábaco. Originalmente en la cima estaba colocada una estatua de bronce de Trajano.

### Base e interior

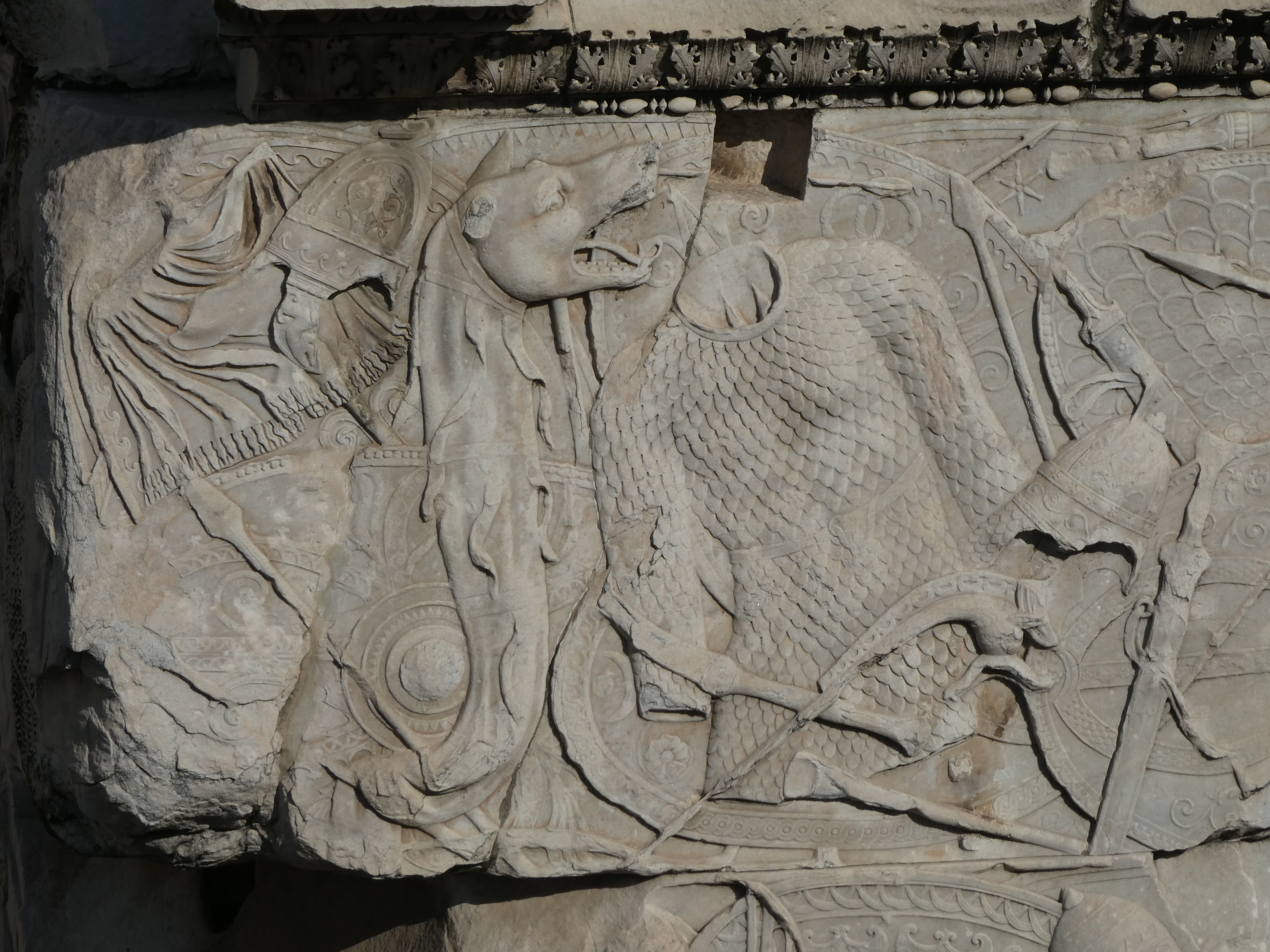
Base con trofeos de guerra, como una armadura de escamas.

La alta base está decorada en tres de sus lados por montones de armas a relieve muy bajo. En el lado que da hacia la Basílica Ulpia, hay un epígrafe redactado en mayúsculas cuadradas romanas y sostenido por Victorias, que recuerda la ofrenda de la columna por parte del Senado y del pueblo romano y además indica que la columna representaba la altura del terreno entre la Colina Capitolina y el Quirinal antes de las obras de excavación realizadas por Trajano para la construcción del foro. En las esquinas del pedestal hay cuatro águilas que sostienen una guirnalda de laurel. Debajo del epígrafe se encuentra la puerta que conduce a la celda interior de la base, donde se colocaron los restos de Trajano y de su consorte Plotina y donde empieza una escalera de caracol de 185 escalones que llega hasta la cima. La escalera está iluminada por cuarenta y tres troneras dispuestas a intervalos regulares, abiertas en el friso pero no concebidas en la época de la construcción.

### El friso helicoidal

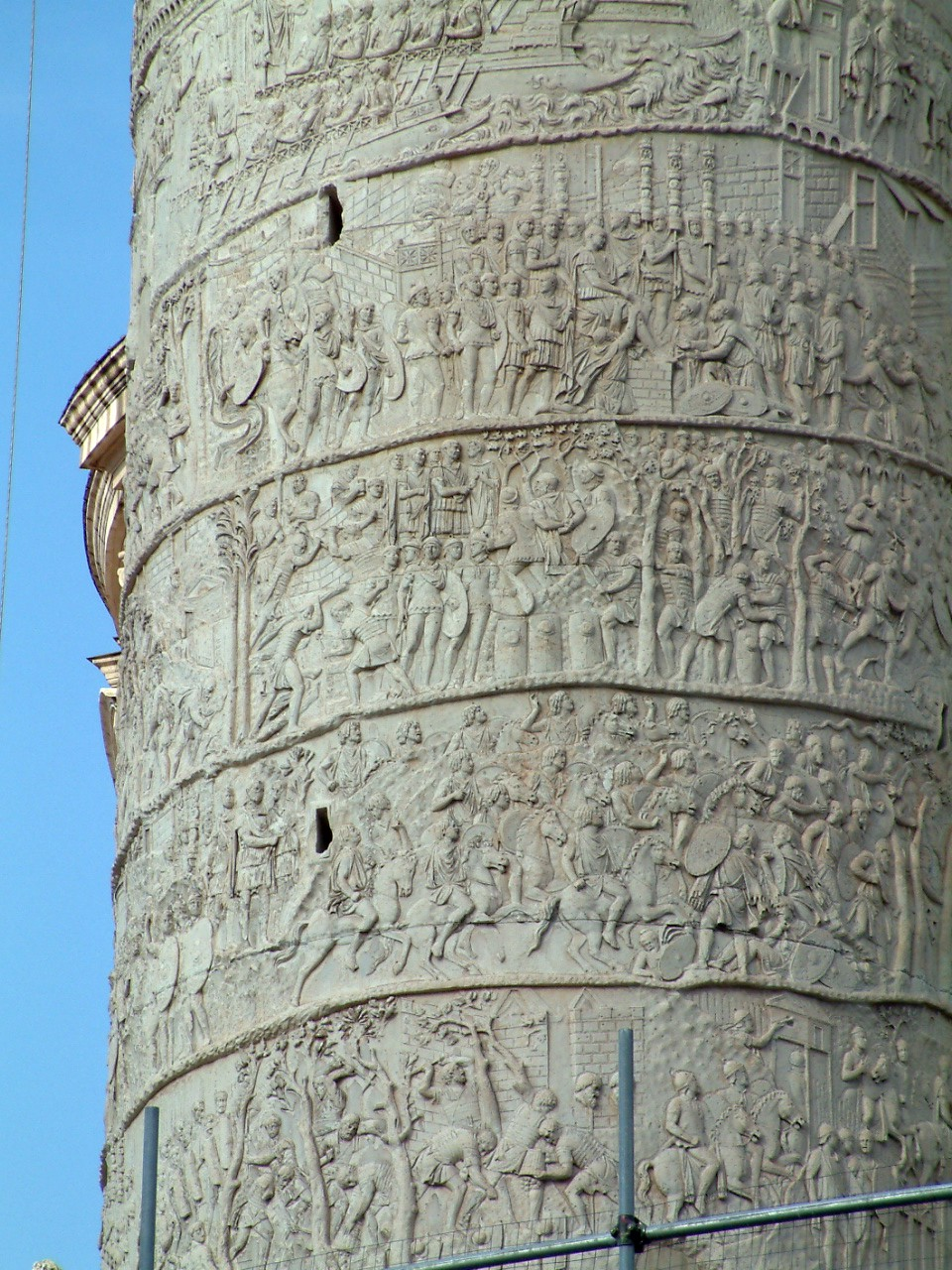
Detalle de los relieves.

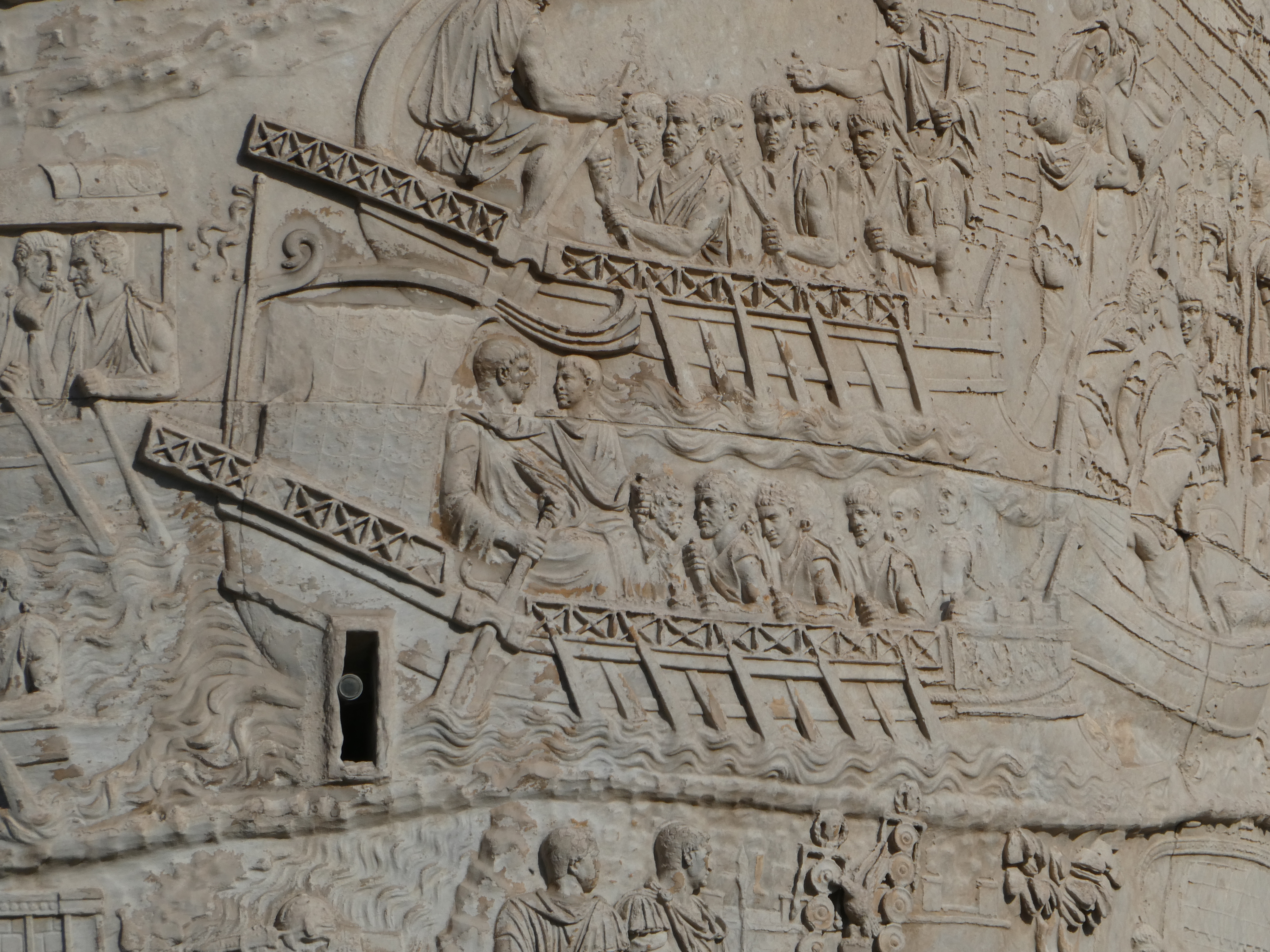
Barcos de remo en el río Danubio.

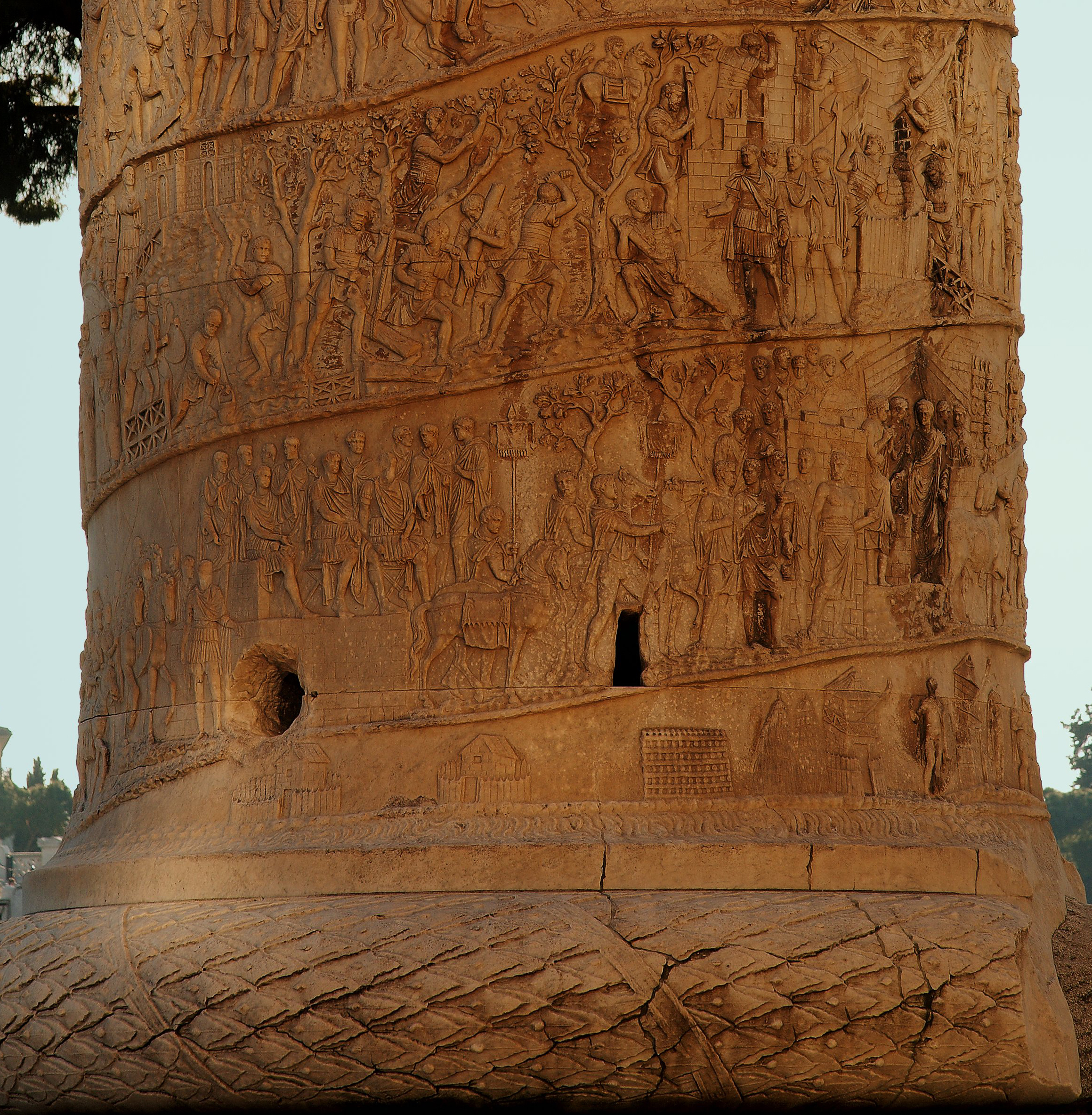
Los relieves de la columna cerca de su base, vistos desde el este.

Los 200 metros del friso historiado continuo se enrollan alrededor del fuste veintitrés veces, como si fuera un rollo de papiro o de tela, y muestran entre cien y ciento cincuenta escenas (según la manera en la que se dividan) animadas por unas dos mil quinientas figuras. La altura del friso crece con la altura, pasando de 0.89 a 1.25 metros, para corregir la deformación causada por la perspectiva.
Según Salomon Reinach, el relieve se puede dividir en ciento catorce recuadros de la misma anchura, en los que están representados los sucesos de la primera campaña dacia de los años 101-102 (escenas 1-57) y de la segunda campaña de los años 105-106 (escenas 59-114), con una figura alegórica de la Victoria en el centro entre trofeos en el acto de escribir las Res gestae (escena 58).
La narración está organizada rigurosamente, con intenciones cronísticas. Siguiendo la tradición de la pintura triunfal romana, no solo están representadas las escenas más «destacadas» de las batallas, sino que estas se intercalan con escenas de marcha y traslado de tropas (doce episodios) y con escenas de construcción de campamentos e infraestructuras (diecisiete escenas, representadas con una atención extrema a los detalles). En este relato aparecen posteriormente los sucesos significativos desde el punto de vista político, como el consilium (escena 6), la adlocutio (escenas 11, 21, 33, 39, 52-53, 56, 77 y 100), la concesión de los ornamenta militaria, de legatio (embajadas), de lustratio (sacrificos propiciatorios), de proelium (batallas o guerrilla), de obsidio, de sumisiones, de enemigos capturados, etc.; a estas hay que añadir algunas escenas más propagandistas, como las torturas de los prisioneros romanos por parte de los dacios (escena 33), el discurso de Decébalo (104), el suicidio de los jefes dacios con veneno (escenas 104 y 108), la presentación de la cabeza de Decébalo a Trajano (109) o el expolio del tesoro real (103).
Las escenas están ambientadas en contextos bien caracterizados, con rocas, árboles y construcciones: por ello parecen referirse a episodios específicos presentes en la mente del artífice en lugar de ser representaciones genéricas idealizadas. No faltan notas más puramente temporales, como la recolección del grano (escena 83) para aludir al verano, cuando se produjeron los sucesos de la segunda campaña. También tienen un importante papel todos los detalles que sirven para aclarar al espectador el momento y el lugar en el que se produjo cada suceso, según un esquema que pretendía ser lo más claro y didáctico posible. Completaba el relieve una abundantísima policromía, a menudo más expresiva que naturalista, probablemente con nombres de lugares y personajes, además de varias armas de bronce en miniatura colocadas en la mano de los personajes (las espadas y las lanzas no están casi nunca esculpidas), y actualmente totalmente perdidas.
La figura de Trajano está representada cincuenta y nueve o sesenta veces y su presencia está a menudo subrayada por la convergencia de la escena y de la mirada de los demás personajes en él: está en cabeza de las columnas en marcha, representado de perfil y con su capa inflada por el viento; supervisa la construcción de los campamentos; hace sacrificios a los dioses; habla a los soldados; los dirige en los enfrentamientos; recibe la sumisión de los bárbaros y asiste a las ejecuciones.
Un ritmo acelerado, de acción, une entre sí las diferentes imágenes, cuyo verdadero protagonista es el valor, la virtus del ejército romano. Notas dramáticas, patéticas, festivas, solemnes, dinámicas y ceremoniales se alternan en una gama variada de tonos y alcanzan acentos de particular intensidad en la escena de la tortura infligida por las mujeres de los dacios a los prisioneros romanos con desnudos cuerpos vigorosos, en la presentación a Trajano de las cabezas cortadas de los dacios, en la huida de los sármatas con pesadas armaduras escamosas y en la recepción de los embajadores bárbaros con largos y suntuosos trajes exóticos, hasta el grandioso respiro de la escena de sumisión de los dacios al final de la primera campaña, basada en el contraste entre las líneas verticales y la calma solemne del grupo de Trajano, sentado y rodeado por oficiales con insignias, y las líneas oblicuas y la masa confusa de los dacios arrodillados, con los escudos en la tierra y los brazos extendidos para invocar la clemencia imperial.

## Técnica de realización
La realización del monumento requirió una técnica compleja y una avanzada organización y coordinación entre los artistas que trabajaban en él. Se trataba de superponer bloques de mármol de un peso de unas cuarenta toneladas y de hacerlos encajar perfectamente, teniendo en cuenta tanto los relieves, probablemente ya esbozados y posteriormente finalizados en la obra, como la escalera de caracol interior, que debió de haber sido excavada en los bloques antes de su colocación. El artista probablemente copió un modelo dibujado, ya que son numerosos los motivos «pictóricos» del relieve.

La columna vista desde diferentes ángulos.
Desde el norte.
Desde el este.
Desde el sureste.
Desde el sur-suroeste.
Desde el suroeste.
Desde el oeste.

## Perfil artístico
La Columna de Trajano es la primera expresión del arte romano creada de manera completamente autónoma en cada una de sus partes, aunque puede verse como continuación de las experiencias del pasado. Con los relieves de la columna el arte romano desarrolló las innovaciones de la época flavia, llegando a separarse definitivamente de la tradición helenística hasta convertirse en una producción autónoma y llegando a cotas no alcanzadas hasta entonces, no solo por la civilización romana, sino por el arte antiguo en general. En cierto sentido allí confluyeron orgánicamente la tradición artística del arte helenístico (y por tanto del arte de la Antigua Grecia) y la solemnidad romana de la exaltación del imperio. Los doscientos metros de narración continua no tienen, como escribe Ranuccio Bianchi Bandinelli, «un momento de cansancio repetitivo, una repetición, en definitiva, un vacío en el contexto narrativo».
La gran calidad del relieve ha hecho que las esculturas se atribuyan a un desconocido «maestro de las empresas de Trajano», al cual quizá se debe también el llamado «gran friso de Trajano», cuyas placas fueron reutilizadas en el Arco de Constantino. La riqueza de detalles y acentos narrativos se debió probablemente a una experiencia directa en los sucesos, o quizá a la lectura de los comentarios del propio Trajano a propósito de las guerras dacias, no conservados.

### Modelos

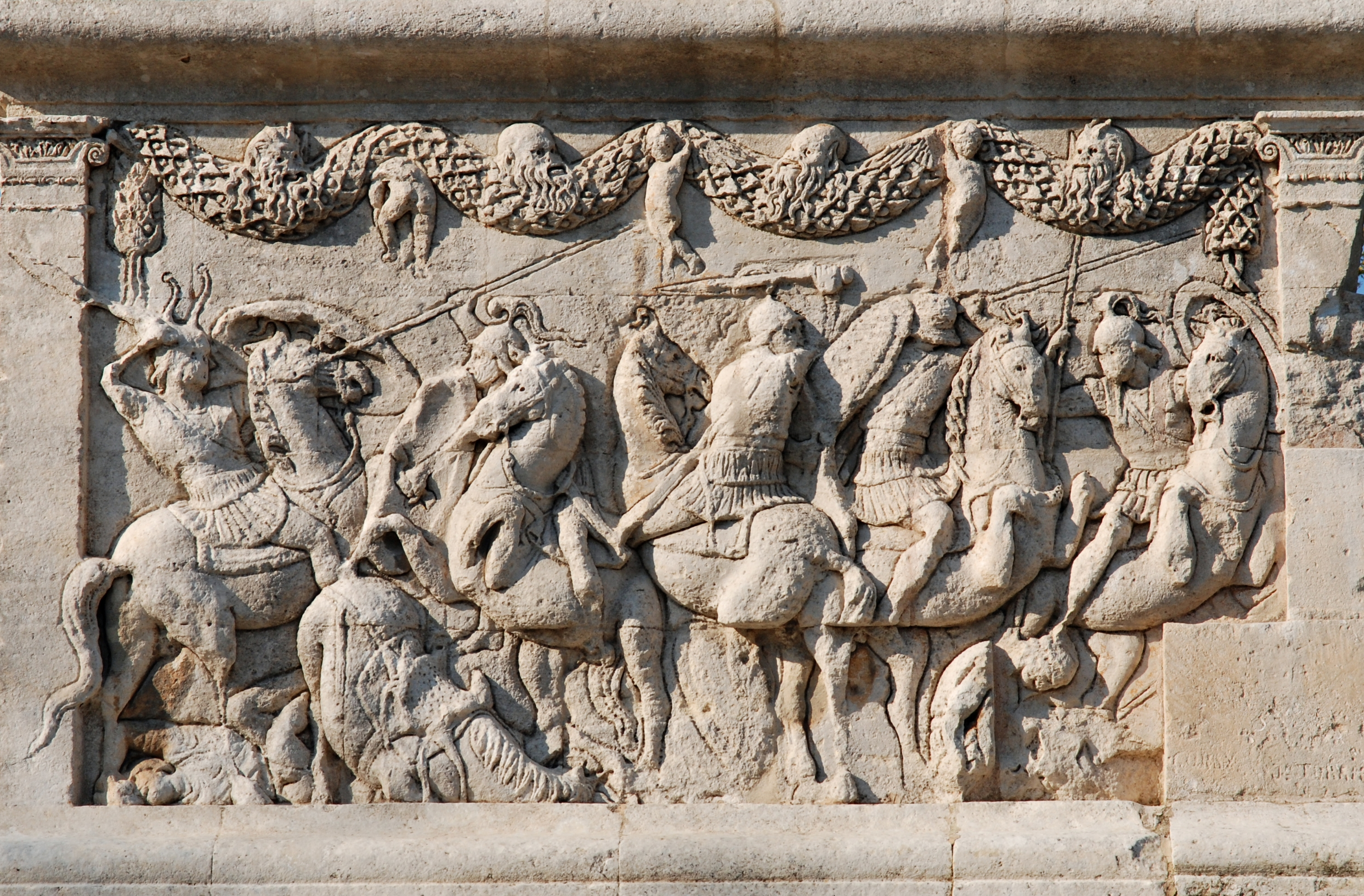
Relieves del Mausoleo de Glanum.

Mirando a los periodos anteriores se tiene dificultad para encontrar un modelo de referencia para la columna y su relieve. Seguramente, el autor de los relieves recurrió a la tradición de la pintura triunfal romana (los paneles pintados que eran expuestos durante los triunfos de los generales victoriosos, que mostraban al pueblo las escenas más destacadas de sus campañas militares), de la cual, sin embargo, solo nos han llegado descripciones literarias. El caso más cercano son los relieves del Mausoleo de Glanum en Francia, donde ya está presente la línea de perfil de las figuras taladrada. Además, las figuras de caídos abandonados, carentes de la orgánica conexión anatómica entre las diferentes partes del cuerpo, como objetos ya inanimados, están tomadas del «barroco» pergameno y demuestran que el autor del friso de la columna asimiló completamente el arte helenístico, desarrollándolo adicionalmente.
Ya en la época flavia tardía, una vez superado el neoaticismo de Augusto, se había ido formando un arte romano bastante autónomo, originado a partir de la convergencia de influencias renovadas con el helenismo de las ciudades de Asia Menor y la tradición local del arte plebeyo ya presente en el Ara Pacis o en la base de los Vicomagistri. Sin embargo, faltaba una personalidad artística que a partir de esta amalgama fuera capaz de componer formas dotadas de valores culturales y formales, de inventiva y de expresión, superando con su habilidad la rutina «artesana» media: fue precisamente con el anónimo artista que dirigió las obras de la Columna de Trajano cuando se alcanzaron estos hitos.

### Estilo

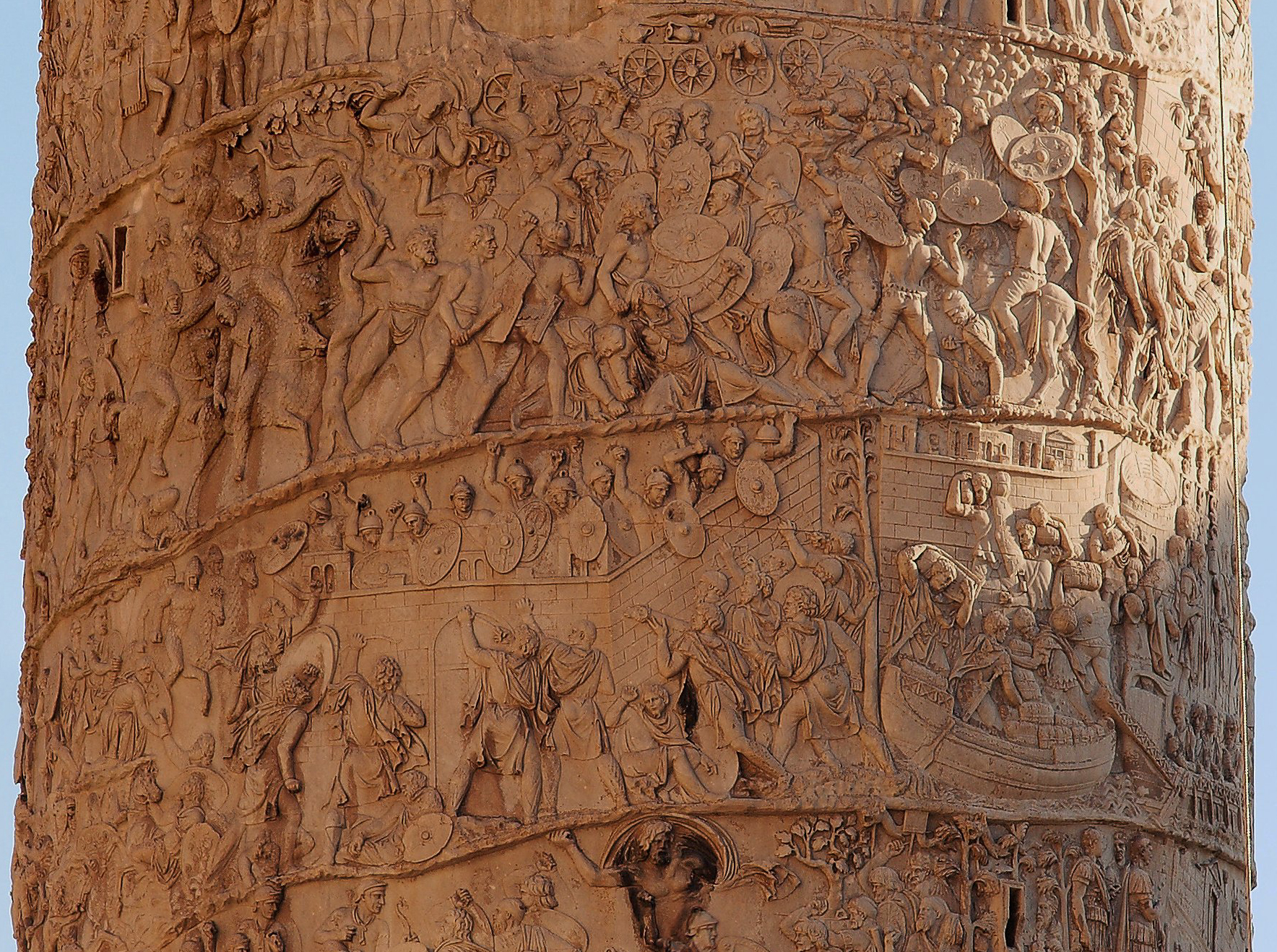
Escenas 22-23 (abajo) y 27-28 (arriba).

También el estilo expresivo es nuevo, con un relieve muy bajo para no alterar la línea arquitectónica de la columna, a veces incluso en negativo, a menudo resaltado por un surco de contorno y rico de variaciones expresivas para transmitir eficazmente el efecto de los materiales más diversos (tejidos, pieles, árboles, armaduras, hojas, rocas, etc.).
El realismo domina la narración y el único elemento simbólico es la personificación del imponente y solemne Danubio barbudo que, emergiendo de su lecho, invita a los romanos a pasar (escena 4). En la representación del espacio y del paisaje, en las escenas de acción llenas de dinamismo y en el naturalismo con el que está representada la figura humana se siente todavía viva la tradición de la organicidad naturalista griega. En cambio, es típicamente romana la narración clara e inmediata, siguiendo las características del arte plebeyo. Sin embargo, la obra no puede considerarse «plebeya» debido a la gran variedad de posiciones y actitudes, evitando siempre las composiciones «paratácticas», es decir, las figuras aisladas simplemente puestas unas al lado de las otras.
Está muy estudiada la búsqueda de variaciones en las escenas análogas que se repiten. La construcción de los episodios, sobre todo los de batalla, está proyectada inteligentemente, con líneas quebradas que dan movimiento al conjunto; la figura del emperador está exaltada en su personalidad racional y consciente, pero no es nunca sobrehumana.
Las abundantes y precisas referencias al paisaje, los detalles realistas de puentes, fuertes o campamentos y la representación de ríos o campamentos a vista de pájaro probablemente se basan en la tradición romana de las «pinturas triunfales», es decir, los paneles ilustrados que, llevados en procesión en los triunfos de los generales victoriosos, mostraban al pueblo las escenas más destacadas de las campañas militares.
Entre los artificios y convenciones representativas que permiten la sucesión del continuum de escenas están las perspectivas invertidas o a vista de pájaro y la costumbre de utilizar una escala diferente para los paisajes y construcciones respecto a la de las figuras. Un borde irregular y movido y un bajísimo relieve aluden a las telas, y además las figuras están resaltadas por un profundo surco taladrado en los bordes, siguiendo un artificio helenístico que ya se encuentra en el arte romano del siglo i de la Galia Narbonense.

### Contenidos

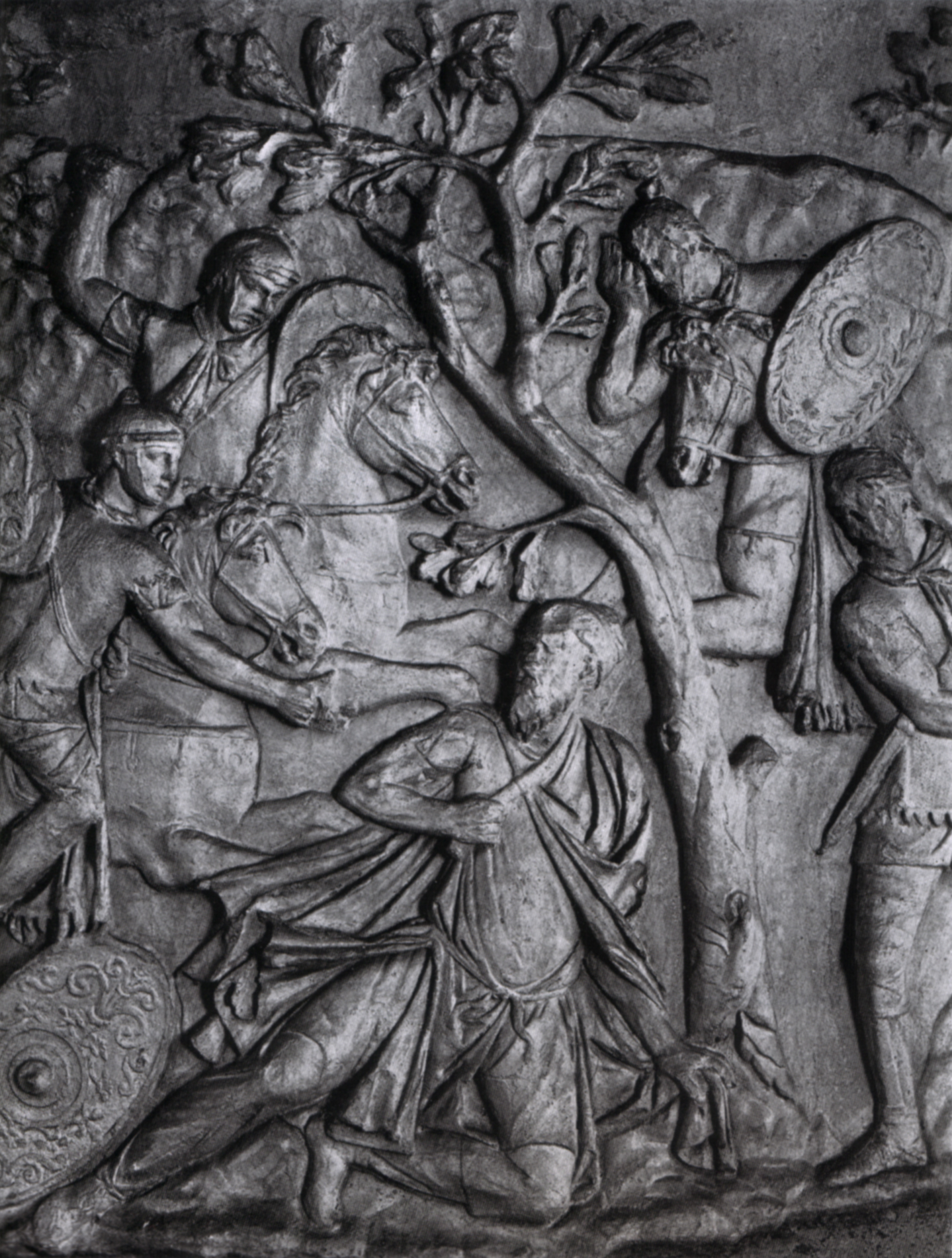
Suicidio de Decébalo alcanzado por los romanos (108).

### La figura de Trajano

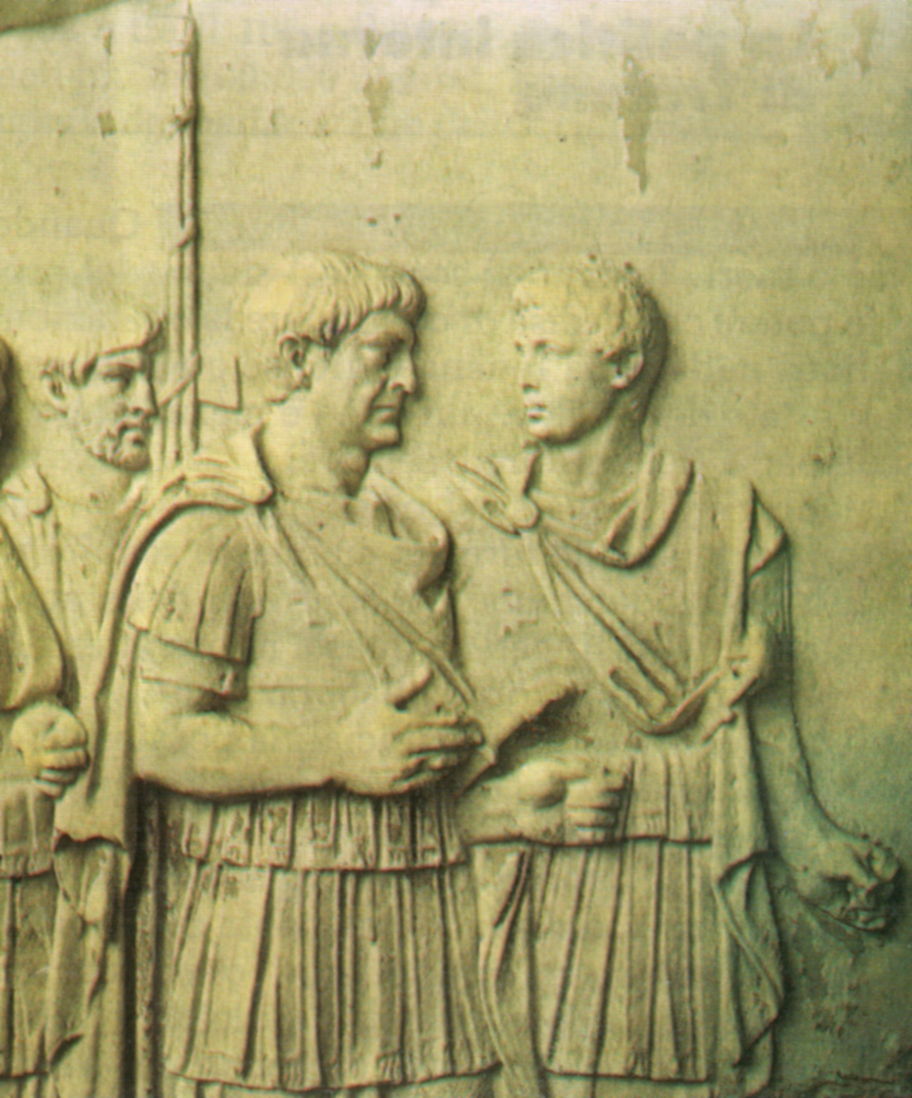
Trajano conversando con Licinio Sura.

Trajano, como ya se ha dicho, aparece cincuenta y nueve veces en los relieves de la columna. Su representación es siempre realista y expresa, con gestos medidos, miradas fijas y composiciones bien construidas que muestran su actitud al mando, su sabiduría y su habilidad militar. Sin embargo, nunca está dotado de atributos retóricos, capacidades sobrehumanas ni elementos aduladores: de su representación surge objetivamente la talla moral, sin artificios. Por tanto, se puede decir que los relieves no tenían un carácter celebrativo o laudatorio, sino más bien documental.
Esta actitud hacia el emperador como Optimus Princeps («primer funcionario» del Estado) era fruto del particular clima moral difundido en torno a su figura. Entre las numerosas escenas destaca la conversación de Trajano con uno de sus comandantes (quizá Lucio Licinio Sura) durante la segunda campaña dacia: con gran simplicidad formal el emperador está representado decepcionado mientras explica un plano al general mirándole a los ojos y extendiendo las palmas de las manos delante de él, demostrando una intensa relación de confianza y respeto entre él y su subordinado en una conversación inteligente y viril, carente de cualquier retórica o cortesía.

### Atribución
Los relieves de la columna se atribuyen a un genérico «maestro de las empresas de Trajano» (o «maestro de la Columna de Trajano»), que seguramente supervisó el diseño de todo el relieve, aunque en la realización práctica de una obra tan vasta es obvio imaginar las contribuciones de un taller. Se trata seguramente de la personalidad artística más notable en el campo del arte oficial romano. El anónimo escultor fue capaz de fusionar los aspectos formales procedentes del arte helenístico (como la representación del espacio y el paisaje, la graduación y superposición de planos o la conexión orgánica entre las escenas y sus elementos individuales) con los contenidos históricos y típicamente narrativos del arte romano.
Sin embargo, de esta época solo nos ha llegado el nombre de un escultor, Marcus Ulpius Orestes, probablemente un liberto autor de un relieve firmado que se encuentra actualmente en el Museo del Louvre. Él no puede ser el autor de la Columna de Trajano porque debió de trabajar ya en la época de Adriano. Tampoco hay elementos para identificarlo con el arquitecto Apolodoro de Damasco, diseñador del Foro de Trajano, excepto la débil observación de la estrechísima colaboración entre arquitecto y escultor en las obras de Trajano.

## Derivaciones y obras similares

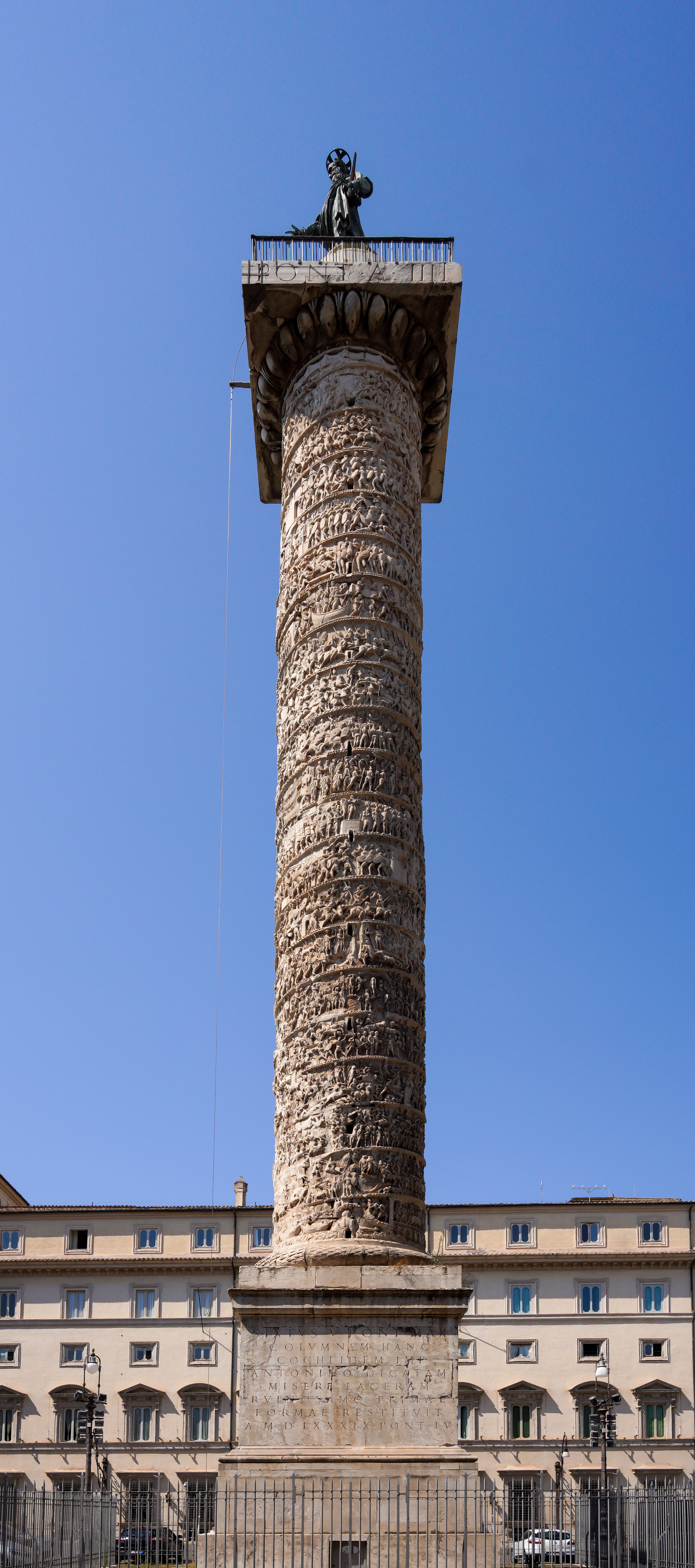
La Columna de Marco Aurelio.

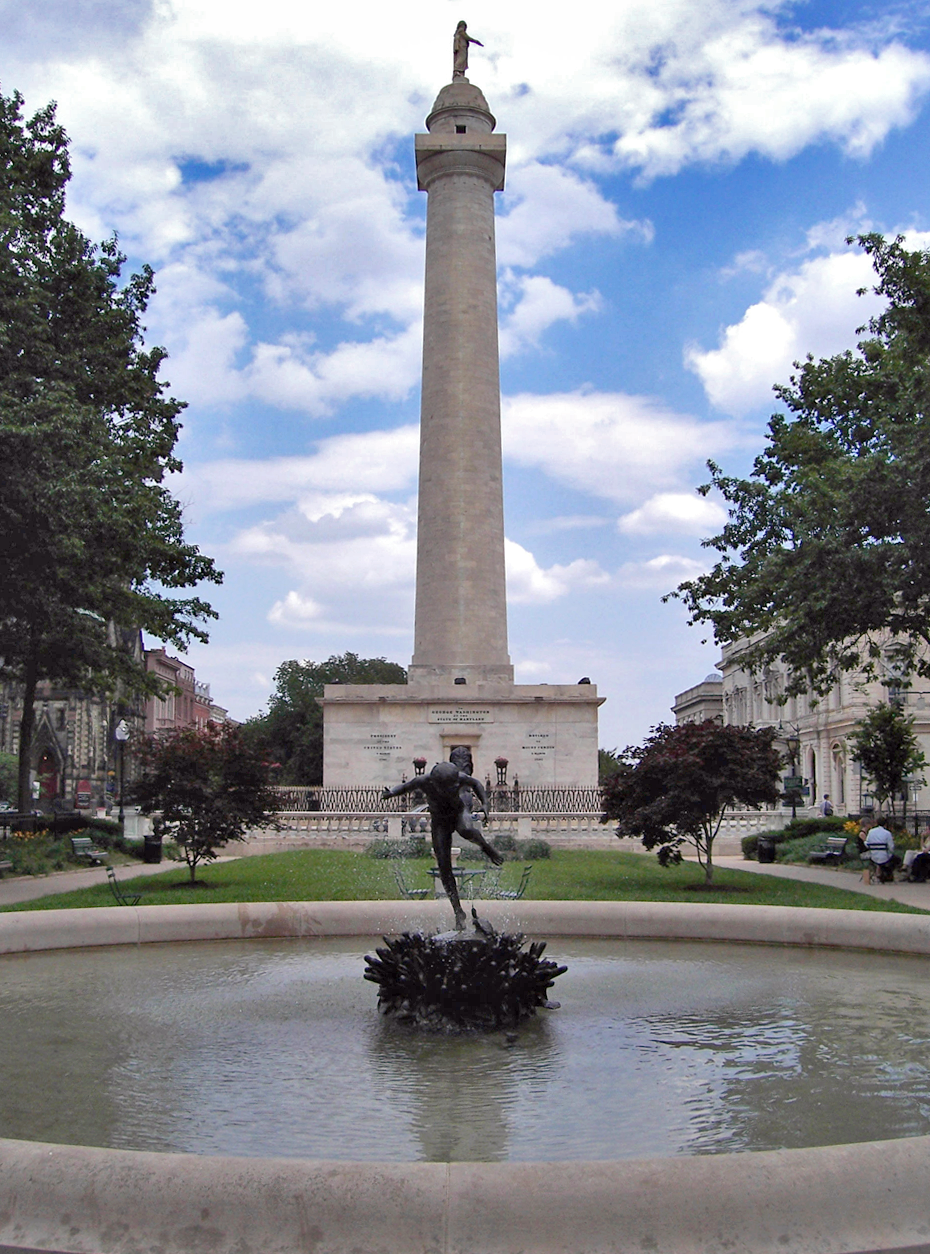
La Columna de Washington.

La Columna de Trajano, en parte gracias a su notable capacidad comunicativa, ha inspirado a través de los siglos innumerables imitaciones y referencias, empezando desde pocos años después de su construcción con la Columna de Marco Aurelio para terminar inspirando obras arquitectónicas más recientes, en las que se ha producido también una reinvención de la función de la columna.

### Antigüedad
En el Arco de Constantino hay un largo friso de la época de Trajano dividido en cuatro tramos, que originalmente formaba parte casi seguramente de un único relieve, el llamado «gran friso de Trajano». Este, rico de vibrantes figuras a bajorrelieve, está conectado estrechamente con el arte de la columna, tanto que algunos historiadores han conjeturado que provenga del mismo taller del maestro de las empresas de Trajano. Otro reflejo de este maestro se encuentra en algunos de los relieves del Arco de Trajano de Benevento de 114.
La Columna de Trajano sirvió de modelo para la Columna de Marco Aurelio, también en Roma, erigida unos ochenta años después (ca. 180-193). El friso de esta columna, sin embargo, con la misma altura, da solo veintiuna vueltas, por lo que las figuras son más altas y el taladro crea claroscuros más intensos; las simplificaciones y convenciones del arte plebeyo y provincial aparecen aquí de modo bien manifiesto, signo de una superación más avanzada de los modos helenísticos. También en el contenido las diferencias son notables, con la aparición de elementos sobrenaturales e irracionales (como el milagro de la lluvia o el del rayo), síntoma de tiempos ya profundamente cambiados.
A estas siguieron numerosas otras construidas en la Antigüedad tardía en Constantinopla en la época de los emperadores Teodosio I, Arcadio y Justiniano I: la Columna de Teodosio, la Columna de Arcadio y la Columna de Justiniano.

### Modernidad
También se han realizado obras inspiradas en la columna en épocas más tardías, como demuestra el ejemplo de la Columna Vendôme, erigida en 1810 en París por Napoleón Bonaparte tras la batalla de Austerlitz a imitación de «la erigida en Roma en honor de Trajano». Entre 1830 y 1834 se erigió en San Petersburgo la colosal Columna de Alejandro, en honor del zar Alejandro I, para conmemorar su victoria contra el ejército de Napoleón.
Otras obras inspiradas en la Columna de Trajano son:
- La Columna de Cristo realizada en el siglo xi para la iglesia de San Miguel de Hildesheim (Alemania).
- Los campanarios gemelos de la iglesia de San Carlos Borromeo de Viena.
- El campanario de la iglesia de San Massimo all'Adige de Verona.[13]
- La Columna de Astoria, en Astoria (Oregón).
- La Columna del Congreso de Bruselas.
- La Columna de Washington de Baltimore.
- El monumento fúnebre del industrial Antonio Bernocchi en el Cementerio Monumental de Milán (1936).